# La Femme en bleu
Pour plus de détails, voir Fiche technique et Distribution.
La Femme en bleu est un film franco-italien réalisé par Michel Deville et sorti en 1973.

## Synopsis
Pierre, très séduisant mélomane, retrouve sa maîtresse Aurélie après trois mois de séparation. Mais une femme en bleu aperçue aux Champs-Élysées l'a troublé jusqu'à l'obsession. Par amour, Aurélie juge bon d'aider Pierre à la chercher dans Paris, comme Edmond le fait par amitié.

## Fiche technique
- Titre : La Femme en bleu
- Réalisation : Michel Deville, assisté de Régis Wargnier et Boramy Tioulong[réf. nécessaire]
- Scénario : Leo L. Fuchs , François Boyer et Michel Deville
- Producteur : Leo L. Fuchs
- Photographie : Claude Lecomte
- Musique : André Girard
- Montage : Raymonde Guyot
- Pays :  France /  Italie
- Genre : comédie dramatique
- Durée : 95 minutes
- Date de sortie : 3 janvier 1973

## Distribution
- Michel Piccoli : Pierre
- Lea Massari : Aurélie / la femme en bleu (créditée Marie Lasas, anagramme de Lea Massari)
- Michel Aumont : Edmond
- Simone Simon : la dame de Meudon
- Amarande : Béatrice
- Geneviève Fontanel : Ghislaine
- Sabine Glaser : Katrina
- Patricia Lesieur : Sylvie - l'assistante
- Fabienne Arel : Marianne
- Henry Courseaux :  Antoine - le flûtiste
- Alain Astruc : Stanislas, le critique
- Julien Verdier : le garçon de café
- Claude Bolling : l'organiste
- Hélène Duc : une mondaine lors de la soirée
- Robert Favart : l'automobiliste insultant les motards
- Pierre Mirat
- Max Vialle : un mondain à la soirée
- Régis Wargnier : le technicien de radio (non crédité)

## Autour du film
C'est le dernier film de Simone Simon qui mettra définitivement un terme à sa carrière cinématographique pour se consacrer exclusivement au théâtre.